# Saga de Bandamanna
A Saga de Bandamanna (em islandês: Bandamanna saga), também conhecida como  Saga dos aliados ou Saga dos confederados, é uma saga islandesa, cuja ação se passa por volta de 1050-1055. Os seus protagonistas são Oddr Ófeigsson e Óspakur Glúmsson. Óspakur é também sobrinho de Grettir Ásmundarson.
O autor da obra é anónimo, no entanto parece que estava bem familiarizado com o Grágás e tinha conhecimento sobre os principais caudilhos víquingues de meados do século XI. Provavelmente não existe razão mais convincente do que utilizar perfis históricos para oferecer maior autenticidade a uma narrativa fictícia.
A saga existe em duas versões distintas, conhecidas com o nome de Bandamanna saga in meiri e Bandamanna saga in skemmri. A Bandamanna saga in meiri ou testemunho M está preservada no manuscrito islandês Möðruvallabók ou Códice de Möðruvellir, da segunda metade do século XIV. A Bandamanna saga in skemmri ou testemunho K, cerca de 20% mais curta do que a anterior, está conservada no códice real GKS 2845 4.º, do século XV.

## Enredo
Com a ajuda do seu pai, Oddr enriquece. Óspakur, conhecido pelo seu difícil temperamento, pede-lhe para que o deixe viver na sua fazenda, pelo que Oddr consente devido ao seus vínculos. Enquanto Oddr se prepara para uma viagem de negócios, tudo corria sobre rodas. Este solicita que Óspakur seja seu mordomo, pelo que este aquiesce, pois no fundo era este o seu desejo. Na ausência de Oddr, corteja Swala, e tenta em vão apoderar-se do lugar. Quando os animais começam a desaparecer, as suspeitas recaem sobre o ex-inquilino. Vali, que é muito próximo de Oddr, investiga o ocorrido, porém é assassinado. O resto da história narra em detalhe o julgamento.

## Bandamenn
Os Bandamenn ou Bandamanna, que dão nome à saga, tratou-se de uma aliança de proprietários de terras liderados principalmente por Styrmer, Þorarinn spaki Þorvaldsson (apelidado o Sábio, também Langdœlagoði) e GeIlir Þorðarson.